# Белкин, Лев Николаевич
Лев Никола́евич Бе́лкин (18 мая 1942, Москва) — советский футболист, вратарь. Мастер спорта.

## Карьера
Лев Белкин родился в Москве, воспитанник московского «Динамо». В чемпионате СССР дебютировал 19 мая 1961 года во встрече с «Зенитом», Белкин пропустил два мяча. Всего в сезоне-1961 он сыграл 10 матчей, пропустив 15 голов. Последним матчем стала игра с ЦСКА, где динамовцы пропустили 5 голов. В Кубке СССР 1961 провёл три матча и пропустил три мяча.
После ухода из «Динамо» в 1962 играл за ленинградские команды «Динамо» и «Зенит». Завершал карьеру в украинских командах «Десна» и «Авангард».